# Michael Lejsek
Michael Lejsek (* 24. února 1998, Kadaň) je český sáňkař. Závodí v disciplíně saně - jednotlivci. Je členem klubu Saně Klášterec a jeho trenérem je Richard Nitsche.

## Sportovní kariéra
Od sezóny 2016/2017 jezdí v závodech Světového poháru, na medailové pozice se zatím nedostal a v celkovém hodnocení se pohybuje ve 4. desítce. K jeho dosavadním největším úspěchům patří 29. místo v jednotlivcích a 9. místo ve štafetě na sáňkařském MS 2020. V únoru 2022 reprezentoval Česko na OH v Pekingu.